# Forcé
Forcé [fɔʁse] ist eine französische Gemeinde mit 1.096 Einwohnern (Stand: 1. Januar 2022) im Département Mayenne in der Region Pays de la Loire; sie gehört zum Arrondissement Laval und zum Kanton L’Huisserie. Die Einwohner werden Forcéens und Forcéennes genannt.

## Geographie
Forcé liegt etwa sechs Kilometer südöstlich von Laval. Umgeben wird Forcé von den Nachbargemeinden Bonchamp-lès-Laval im Norden, Parné-sur-Roc im Osten und Südosten sowie Entrammes im Süden und Westen.

## Bevölkerungsentwicklung

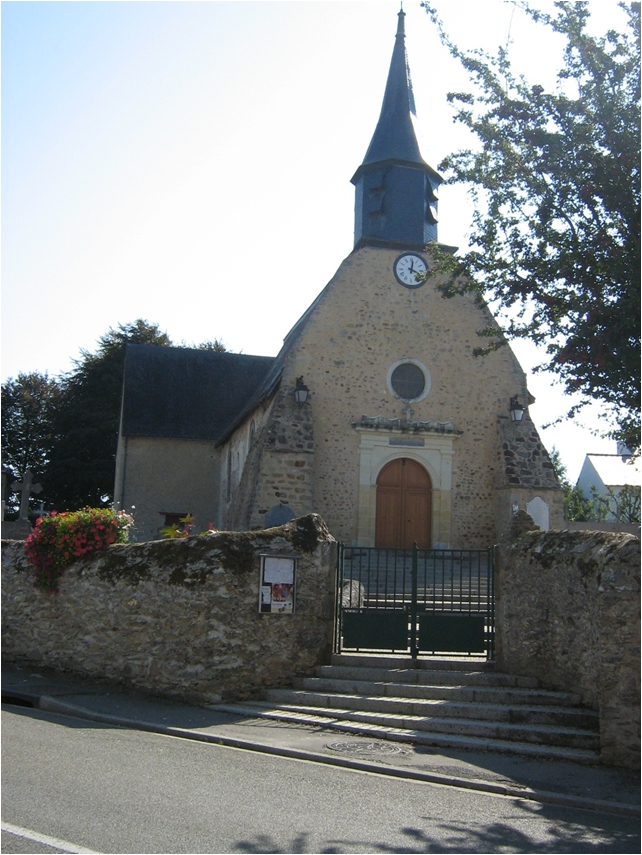
Kirche Sainte-Marie-Madeleine

| Jahr                       | 1962 | 1968 | 1975 | 1982 | 1990 | 1999 | 2006 | 2019 |
| Einwohner                  | 267  | 342  | 524  | 635  | 809  | 873  | 999  | 1096 |
| Quellen: Cassini und INSEE |      |      |      |      |      |      |      |      |

## Gemeindepartnerschaft
Mit der deutschen Gemeinde Rosendahl in Nordrhein-Westfalen besteht eine Partnerschaft.

## Sehenswürdigkeiten
- Kirche Sainte-Marie-Madeleine aus dem 11. Jahrhundert mit Umbauten aus dem 15., 18. und 19. Jahrhundert
- Schloss Poligny aus dem 18. und 19. Jahrhundert, seit 1992 als Monument historique eingeschrieben
- Schloss Orbière aus dem 20. Jahrhundert
- Schloss La Mazure aus dem 19. Jahrhundert
- Herrenhaus von Forcé aus dem 15. Jahrhundert, Umbauten aus dem 19. Jahrhundert, heutiges Bürgermeisteramt